# Покемон: Фильм первый
«Покемон: Мьюту против Мью» (яп. 劇場版ポケットモンスター ミュウツーの逆襲 гэкидзё:бан покэтто монсута: мю:цу: но гякусю:, букв. «Мьюту наносит ответный удар») — японский анимационный фильм режиссёра Кунихико Юямы, выпущенный в 1998 году компанией OLM, Inc. Это первый полнометражный фильм по «Покемону». 
Фильм приобрёл огромную популярность сразу после начала показа в кинотеатрах, прокат оказался успешен по всему миру. Сборы составили $163 644 662 при бюджете в $30 млн. 
Фильм состоит из трёх частей: 
- «Каникулы Пикачу» — 21-минутный сюжет, повествующий о Пикачу;
- «Рождение Мьюту» — 10-минутный короткометражный фильм, выступающий прологом к главному действию;
- «Мьюту наносит ответный удар» — основной 75-минутный фильм.

Часть «Рождение Мьюту» была исключена из американской прокатной версии из-за мрачного содержания, частично эпизод появился в VHS и DVD-версиях фильма. Полная версия «Рождения Мьюту» появилась в качестве бонус-видео к специальному выпуску аниме «Покемон: Мьюту возвращается».

## Сюжет

### Каникулы Пикачу
«Каникулы Пикачу» (яп. ピカチュウのなつやすみ пикатю: но нацу ясуми) — короткометражный фильм длительностью 21 минута, который в кинотеатрах показывали непосредственно перед началом фильма. Герои сериала решают отпустить своих покемонов в специальный курорт для покемонов. Пикачу и другие покемоны отдыхают на курорте, но тут Тогепи начинает плакать, и покемоны пытаются его успокоить. Вскоре они сталкиваются с покемонами Райчу, Снабуллом, Мэриллом и Кубоном, которые причиняют неприятности Пикачу и остальным. Противостояние между группами покемонов выливается в серию соревнований, например, по бегу или по плаванию. В итоге все объединяются, чтобы спасти Чаризарда, у которого голова застряла в трубе, а затем отремонтировать разрушенный им санаторий, и, в конце концов, становятся друзьями. В конце дня покемоны возвращаются к своим тренерам.

### Мьюту наносит ответный удар
Учёные находят в джунглях Гайаны ДНК Мью, редчайшего из всех покемонов, и в лаборатории на острове создают Мьюту, генетически модифицированного клона Мью. Мьюту, не в силах смириться с тем, что у него нет цели и что он лишь эксперимент, уничтожает лабораторию и убивает всех учёных. Джованни, босс Команды R, прибывает на вертолёте на остров и предлагает Мьюту стать его партнёром, в обмен Джованни обещает научить Мьюту контролировать свои силы, на что он соглашается. Следующие несколько месяцев Джованни, будучи лидером стадиона в городе Виридиане, использует Мьюту в битвах против тренеров. Когда Мьюту понимает, что Джованни на самом деле не воспринимает его, как партнёра, он уничтожает базу Команды R и возвращается к разрушенной лаборатории. Там Мьюту замышляет план мести против человечества и задаётся вопросом: в чём смысл его существования?
Тем временем Эш, Мисти и Брок получают приглашение на битву с «величайшим Мастером Покемонов» на Новом острове. Эш с друзьями с радостью соглашаются и идут в порт, чтобы отправиться на корабле на Новый остров, но тут внезапно начинается сильный шторм и все рейсы отменяются. Эш слышит от Миранды, начальницы порта, древнюю легенду о потопе, который погубил всех, кроме нескольких покемонов. Те оплакивали погибших и тем самым вернули их к жизни, но в нынешнее время слёзы покемонов не обладают такой силой. Офицер Дженни упоминает, что не следует использовать покемонов для того, чтобы добраться до острова, так как сестра Джой из местного Центра покемонов исчезла, и некому будет вылечить раненых покемонов. Тем не менее, несколько тренеров, несмотря на предупреждения офицера Дженни, отправляются на остров на своих покемонах. Ни у Эша, ни у его друзей нет покемонов, способных выдержать шторм. Вдруг подплывает деревянная лодка, которой управляют два викинга. Викинги предлагают подвезти Эша и его друзей, но на пути оказывается, что это Джесси, Джеймс и Мяут, члены Команды R. Лодку уничтожает крупная волна, и герои доплывают до Нового острова с помощью Сквиртла Эша и Старью Мисти. На пристани их встречает служанка и провожает во дворец. Команда R тоже добирается до острова вслед за ними на Визинге Джеймса.
В приёмном зале друзья обнаруживают, что, кроме них, до острова добрались ещё три тренера — Фергус, Кори и Ниша. Служанка говорит, что только сильнейшие тренеры имеют право увидеть «Мастера Покемонов» — шторм был своего рода испытанием. Затем она просит героев выпустить своих покемонов. Эш выпускает Бульбазавра и Сквиртла, Брок — Вульпикса, а Мисти — Псидака. Вдруг перед тренерами появляется Мьюту и объявляет, что он и есть тот самый «Мастер Покемонов», который пригласил всех лучших тренеров. Фергус в грубой форме выражает Мьюту свои сомнения, за что последний проучивает его, подняв высоко в воздух и отбросив в бассейн. Разгневанный Фергус решает проучить Мьюту в ответ, направив на него своего Гаярдоса, но Мьюту также легко отбивает и его атаку. Служанка падает без сознания: как выясняется, это сестра Джой, которую похитил Мьюту, так как ему были нужны её знания о биологии покемонов. Мьюту также говорит, что он хочет уничтожить всё человечество и покемонов заодно, утверждая, что покемоны опозорились, начав служить людям. Эш бросает ему вызов, Мьюту его принимает. 
Тем временем Команда R проникает в лабораторию во дворце и узнаёт о происхождении Мьюту, выясняется также, что Новый остров — это тот же самый остров, где стояла лаборатория, где учёные создали Мьюту. Когда Джесси случайно нажимает на кнопку, манипулятор хватает Мяута и забирает у него несколько волосков, в гигантской пробирке появляется клон Мяута.
Появляются Чаризард, Венузавр и Бластойз: Мьюту объясняет, что он, как и большинство тренеров тоже начинал с Чармандера, Сквиртла и Бульбазавра, а это генетически модифицированные клоны покемонов, называемые «суперклонами». Кори и Ниша выставляют своих Венузавра и Бластойза, Эш — Чаризарда. Между суперклонами и оригиналами начинается битва. Чаризард Эша продержался дольше других, но, как и Венузавр с Бластойзом, тоже потерпел поражение, поскольку суперклоны по силе были лишь немногим слабее Мьюту. После своей победы Мьюту в качестве вознаграждения забирает всех покемонов тренеров в свои специальные покеболы, чтобы создать новых клонов (Тогепи Мисти удалось избежать этой участи, так как Мисти спрятала его в сумке, а Бульбазавр и Сквиртл Эша оказались в покеболах Мьюту вместе с покеболами Эша). Последним он забирает Пикачу. Покеболы улетают в длинную шахту, куда спрыгивает Эш, надеясь спасти своих покемонов.
Покеболы из шахты попадают на фабрику клонов, в пробирках появляются новые клоны покемонов. Вдруг вылезает Эш, который вытаскивает из машины покебол с Пикачу, а затем с другими покемонами. Попутно он ломает машину для клонирования (она всё равно успела снять копию с Пикачу), и все клоны появляются в ускоренном режиме и выходят в зал, где остались остальные тренеры. Мьюту объявляет тренерам, что они послужили ему и что пока он их щадит, но никому не уйти от судьбы, затем показывает своих суперклонов и говорит, что только они достойны жить. Тут в зале появляется Эш с покемонами-оригиналами и говорит, что не позволит Мьюту уничтожить мир. Эш бросается на Мьюту с кулаками, но Мьюту отбрасывает его с помощью своих псионных способностей. Эша спасает Мью — тот самый, из ДНК которого и был создан Мьюту. Мьюту говорит Мью, что они наконец-то встретились, затем пытается доказать ему, что суперклоны куда лучше оригиналов и начинает с ним сражаться.
Также начинается битва между оригиналами и суперклонами, у последних Мьюту заблокировал особые способности. Единственные, кто не сражаются, это Мяут команды R, примирившийся со своим клоном, после осознания бессмысленности этой битвы, и Пикачу Эша, который также понял это, призывает остановиться своего клона, но тот лишь нещадно избивает его. В ужасе от боли и агонии, в которой корчатся обе стороны, Эш понимает, что это не просто битва покемонов — это самое настоящая резня, и решает остановить эту жестокую и бессмысленную битву, чтобы не допустить катастрофических последствий. Когда Мьюту и Мью стреляют друг в друга псионными лучами, Эш бросается под перекрёстный огонь, в смелой, но отчаянной попытке остановить это безумие. Лучи попадают в Эша со всей силы, он падает в центре арены и превращается в камень. Мьюту в ужасе от произошедшего, как и все присутствующие на арене. Пикачу подбегает к окаменевшему телу Эша и несколько раз бьёт его молнией, чтобы возродить его, но тщетно: Эш продолжает лежать неподвижно и не подаёт никаких признаков жизни. Осознав, что Эш потерян навсегда, суперклоны и оригиналы начинают горько оплакивать его, смело и благородно отдавшего свою жизнь во имя их спасения. Их слёзы возвращают его к жизни, что до глубины души поражает Мьюту и изменяет его сердце в лучшую сторону. Тот понимает, что грубая сила и особые способности, которых больше у суперклонов, вовсе не главное — истинная сила всех живых существ заключена в силе их духа, а также обстоятельства рождения не имеют значения, лишь то, как живое существо распорядилось даром жизни и определяет его судьбу. Мьюту улетает вместе с Мью и суперклонами искать место, где его сердце научится тому, что умеют сердца Эша и его друзей, а сам возвращает тренеров и их покемонов обратно в порт, попутно стерев всем память обо всех ужасных событиях на острове, ради их же блага.
Эш и его друзья снова оказываются в порту, не понимая, как они здесь оказались. Сестра Джой, пришедшая в себя после всего произошедшего вновь открывает Центр покемонов и предлагает тренерам свою помощь. Вскоре шторм прекращается и выйдя на причал, Эш замечает Мью, летящего в небесах, и рассказывает Мисти и Броку о том, как он увидел легендарного покемона в первый день своего путешествия. Трио друзей продолжает своё увлекательное путешествие, полное испытаний и приключений.
Команда R, которой Мьюту тоже начисто стёр память, так и осталась на Новом острове (все строения также начисто исчезли), не понимая, как здесь оказалась. Все трое (т.е. Джесси, Джеймс и Мяут) решают отдохнуть.

## Актёрский состав

### Основные персонажи
- Рика Мацумото в роли Эша, главного героя аниме-сериала и фильма, цель которого — стать Мастером покемонов, сильнейшим из тренеров покемонов.
- Икуэ Отани в роли Пикачу, первого и самого преданного покемона Эша, который похож на мышь и способен управлять электричеством.
- Маюми Иидзука в роли Мисти, спутницы Эша.
- Юдзи Уэда в роли Брока, покемоновода и спутника Эша.
- Мэгуми Хаясибара в роли Джесси, члена Команды R. Джесси вместе с Джеймсом и Мяутом преследуют Эша и его друзей, чтобы похитить Пикачу.
- Синъитиро Мики в роли Джеймса, члена Команды R.
- Инуко Инуяма в роли Мяута, говорящего покемона, члена Команды R.
- Покемоны Эша, Мисти и Брока:
  - Синъитиро Мики в роли Чаризарда Эша.
  - Мэгуми Хаясибара в роли Бульбазавра Эша.
  - Рикако Аикава в роли Сквиртла Эша.
  - Рикако Аикава в роли Псидака Мисти.
  - Синъитиро Мики в роли Старью Мисти.
  - Сатоми Короги в роли Тогепи, покемона Мисти.
  - Рикако Аикава в роли Вульпикса Брока.
- Хиротака Судзуоки в роли Джиованни, босса Команды R, финансировавшего создание Мьюту.
- Усё Исидзука в роли закадрового голоса рассказчика.

### Персонажи, появившиеся в фильме
- Ёсукэ Акимото в роли доктора Фудзи, создателя Мьюту.
- Ватару Такаги в роли Фергуса, тренера водных покемонов, прибывшего на Новый остров.
- Тору Фуруя в роли Кори, одного из тренеров, прибывших на Новый остров.
- Аико Сато в роли Ниши, девушки-тренера, прибывшей на Новый остров.
- Сатико Кобаяси в роли Миранды, женщины, рассказавшей легенду о слезах покемонов.
- Рэймонд Джонсон в роли тренера, которого Эш побеждает в начале фильма.
- Тинами Нисимура в роли офицера Дженни.
- Аяко Сираиси в роли сестры Джой, медсестры, которую похитил Мьюту.
- Масатика Итимура в роли Мьюту, главного злодея фильма. Мьюту является генетически модифицированным клоном Мью, и, задаваясь вопросом о смысле жизни, замышляет уничтожить человечество.
- Коити Ямадэра в роли Мью, редчайшего из всех покемонов, который противостоит Мьюту в его дворце на Новом острове.

## История создания
Режиссёром фильма выступил Кунихико Юяма, а продюсером японской версии выступил Тёдзи Ёсикава. Такэси Сюдо, занимавшийся оригинальным аниме-сериалом, был ответственным за сценарий фильма. Норман Гроссфилд, тогдашний президент 4Kids Entertainment, был продюсером американской локализации фильма. Гроссфилд, Майкл Хэйгни и Джон Тоухи писали диалоги для английской версии фильма, Майкл Хэйгни, помимо этого, был также звукорежиссёром. При переводе фильма на английский язык 4Kids при поддержке Shogakukan перерисовывала все надписи на англоязычные. В английской версии имена трёх покемонов названы неправильно: Командой R Пиджит был назван Пиджеотто, Скайтера назвали Алаказамом, а Сэндслэша — Сэндшрю. Сотрудники 4Kids, узнав об ошибке, сообщила, что, возможно, Джесси, Джеймс и Мяут просто ошиблись, и решили ничего не менять в переводе фильма.
Гроссфилд сообщил, что музыка в американской версии была заменена, чтобы «американские дети лучше реагировали на происходящее». Музыку к американской версии фильма сочинил Ральф Шукетт вместе с Джоном Лойффлером. Кроме того, Лойффлер вместе с Мэнни Коралло и Джоном Лиссо написали музыку к «Каникулам Пикачу». Комментируя музыку, Гроссфилд решил, что этот фильм «сочетает в себе лучшую японскую анимацию и музыкальную чувственность западной поп-культуры».
Изначально этот фильм мог стать финалом истории Эша, и такое подтверждается первым японским трейлером. Там было показано будущее со взрослой Мисти и, предположительно, дочерью от Эша, а также другие кадры, которых не было в финальной версии. Но высокие рейтинги сериала и продажи мерчендайза вызвали решение отказаться от первоначальной идеи, сценарии финала первого сезона и фильма переписали, и фильм в итоге стал первым во франшизе и истории Эша. До сих пор неизвестно, уцелел ли где-нибудь первоначальный сценарий.

## Реакция

### Кассовые сборы
«Мьюту против Мью» был крайне успешным, только в США кассовые сборы в первый день проката (в среду) составили 10,096,848 долларов США. К уик-энду фильм заработал ещё 31,036,678 долларов, получив в общей сложности 50,754,104 долларов, и шёл в 3,043 кинотеатрах. Через три месяца в момент закрытия фильм заработал 85,744,662 долларов в Америке, 77,900,000 долларов в других странах и 163,644,662 долларов по всему миру, что сделало «Мьюту против Мью» самым кассовым аниме-фильмом за всю историю кинематографа. Фильм также является третьей по количеству сборов адаптацией телевизионного сериала, а также в своё время был самой кассовой экранизацией компьютерной игры, до выхода в 2001 году фильма «Лара Крофт: Расхитительница гробниц»
.

### Отзывы критиков
Несмотря на свой успех, фильм получил негативные отзывы у критиков. На сайте Rotten Tomatoes фильм получил 14 % и вместе с фильмом «Покемон 2000» является хуже всех оценённым из всех анимационных фильмов по вселенной «Покемона». На Rotten Tomatoes фильм оценивало 77 критиков, некоторые из них сочли, что фильм будет интересен только детям. На сайте Metacritic фильму была выставлена оценка в 35 % на основе оценок различных обозревателей, что также говорит о низких оценках фильма.
«Каникулы Пикачу» также получили негативные отзывы. Сайт Anime News Network назвал сюжет короткометражного фильма «бессвязным, бессмысленным и неустойчивым», при этом отметив, что «Мьюту наносит ответный удар», хотя противоречив и клиширован, способен доставить удовольствие от просмотра, а визуальная составляющая в фильме выполнена на должном уровне. Кроме того, в минус была поставлена сама идея фильма, что драться — это плохо, по мнению рецензента, противоречащая основной идее «Покемона» о битвах монстров. Патрик Баттерс, журналист газеты The Washington Times, счёл, что «Мьюту против Мью» использует идеи других фильмов, например, «Звёздных войн», и назвал фильм лишь «очередной деталькой в могучей машине Nintendo». Майкл Вуд, журналист английской газеты Coventry Evening Telegraph, также назвал «Каникулы Пикачу» глупыми и бессвязными, что же касается самого фильма, Вуд решил, что у фильма была хорошая и интригующая завязка, но его остальная часть была «похожа на фильмы о боевых искусствах, только без напряжения».

## Саундтрек

### Pokémon: The First Movie
Pokémon: The First Movie — это музыкальный альбом, посвящённый первому фильму. Некоторые из песен в альбоме были в фильме, другие были в «Каникулах Пикачу», а некоторые вообще отсутствуют в фильме.

| Оценки критиков      | Оценки критиков |
| Источник             | Оценка          |
| -------------------- | --------------- |
| AllMusic             | [ 13 ]          |
| Entertainment Weekly | C+              |

#### Список звуковых дорожек
| №   | Название                                   | Исполнитель                    | Длительность |
| --- | ------------------------------------------ | ------------------------------ | ------------ |
| 1.  | «Pokémon Theme» ([1])                      | Билли Кроуфорд                 | 3:22         |
| 2.  | «Don't Say You Love Me» ([2])              | M2M                            | 3:46         |
| 3.  | «It Was You» ([3])                         | Эшли Баллард So Plush          | 4:18         |
| 4.  | «We're a Miracle» ([2])                    | Кристина Агилера               | 4:12         |
| 5.  | «Soda Pop» ([3])                           | Бритни Спирс                   | 3:23         |
| 6.  | «Somewhere, Someday» ([3])                 | ’N Sync                        | 4:07         |
| 7.  | «Get Happy» ([3])                          | B*Witched                      | 3:06         |
| 8.  | «(Hey You) Free Up Your Mind» ([2])        | Эмма Бантон совместно с P и k. | 3:24         |
| 9.  | «Fly with Me» ([3])                        | 98°                            | 3:52         |
| 10. | «Lullaby» ([3])                            | Mandah                         | 4:00         |
| 11. | «Vacation» ([4])                           | Vitamin C                      | 3:20         |
| 12. | «Makin' My Way (Any Way That I Can)» ([3]) | Билли Пайпер                   | 4:25         |
| 13. | «Catch Me If You Can» ([4])                | Анджела Виа                    | 3:28         |
| 14. | «(Have Some) Fun with the Funk» ([3])      | Аарон Картер                   | 3:34         |
| 15. | «If Only Tears Could Bring You Back» ([2]) | Midnight Sons                  | 4:03         |
| 16. | «Brother My Brother» ([1])                 | Blessid Union of Souls         | 3:49         |

Примечания:
- 1^ Эта дорожка была в фильме.
- 2^ Эта дорожка звучала в титрах фильма.
- 3^ Этой дорожки вообще не было ни в фильме, ни в «Каникулах Пикачу».
- 4^ Эта дорожка была в «Каникулах Пикачу».

#### Чарты
| Чарт (1999-2000)                 | Высшая позиция |
| -------------------------------- | -------------- |
| Australian Albums Chart          | 9              |
| Austrian Albums Chart            | 8              |
| Canadian Albums Chart            | 10             |
| French Albums Chart              | 2              |
| Finnish Albums Chart             | 17             |
| New Zealand Albums Chart         | 18             |
| Swedish Albums Chart             | 14             |
| Swiss Albums Chart               | 65             |
| US Billboard 200                 | 8              |
| US Billboard Top Internet Albums | 15             |

### Pokémon: The First Movie Original Motion Picture Score
Кроме саундтрека Pokémon: The First Movie, вышел саундтрек Pokémon: The First Movie Original Motion Picture Score с музыкальными темами из фильма.

#### Список звуковых дорожек
| №   | Название                  | Длительность |
| --- | ------------------------- | ------------ |
| 1.  | «The Birth of Mewtwo»     |              |
| 2.  | «Dragonite Takes Fligh»   |              |
| 3.  | «Invitation to Danger»    |              |
| 4.  | «Surviving the Stor»      |              |
| 5.  | «Mewtwo's Island»         |              |
| 6.  | «Pokémon Vs. Clone»       |              |
| 7.  | «Tears of Life»           |              |
| 8.  | «This Is My World Now»    |              |
| 9.  | «Three on Three»          |              |
| 10. | «Mew's Theme»             |              |
| 11. | «Freeing Charizard»       |              |
| 12. | «Adventure in Paradise»   |              |
| 13. | «All Good Things Must En» |              |